# Ghiacciaio Kreitzer (Terra della Regina Maud)
Il ghiacciaio Kreitzer è un ghiacciaio lungo circa 15 km situato sulla costa della Principessa Ragnhild, nella Terra della Regina Maud, in Antartide. Il ghiacciaio si trova in particolare nell'estremità occidentale dei monti Sør Rondane, dove fluisce verso nord scorrendo fra i nunatak Tertene e il monte Bamse.

## Storia
Il ghiacciaio Kreitzer è stato mappato nel 1957 da cartografi norvegesi grazie a fotografie aeree scattate nel corso dell'operazione Highjump, 1946-1947, ed è stato da essi battezzato in onore del tenente della marina militare statunitense William R. Kreitzer, comandante di una delle tre squadre aeree dell'operazione Highjump che fotografarono questa e altre aree costiere comprese tra 14°E e 164°E.